# Neuvic-Entier
Neuvic-Entier (Nòu Vic en occitan) est une commune française située dans le département de la Haute-Vienne en région Nouvelle-Aquitaine. Ses habitants sont appelés les Neuvicois.

## Géographie

### Localisation
La commune de Neuvic-Entier est à 33 km de Limoges par la D 979 et à 17 km d'Eymoutiers. Le centre bourg se situe sur la D 16. Les villes proches de Neuvic-Entier sont Tulle à 48 km, Guéret à 53 km et Ussel à 62 km.
Neuvic-Entier a une superficie de 39,3 km2 et une altitude de 415 m et fait partie du canton d'Eymoutiers.
Le territoire de la commune est limitrophe de ceux de sept communes :
| Masléon               | Bujaleuf             |                          |
| Roziers-Saint-Georges | Neuvic-Entier        | Eymoutiers               |
| Linards               | Châteauneuf-la-Forêt | Sainte-Anne-Saint-Priest |

### Hydrographie
Elle est traversée par deux rivières, la Combade et la Vienne.

### Climat
Pour des articles plus généraux, voir Climat de la Nouvelle-Aquitaine et Climat de la Haute-Vienne.
Historiquement, la commune est exposée à un climat de montagne.  
En 2020, Météo-France publie une typologie des climats de la France métropolitaine dans laquelle la commune est toujours exposée à un climat de montagne et est dans la région climatique  Ouest et nord-ouest du Massif Central, caractérisée par une pluviométrie annuelle de 900 à 1 500 mm, maximale en automne et en hiver.
Pour la période 1971-2000, la température annuelle moyenne est de 10,9 °C, avec une amplitude thermique annuelle de 14,8 °C. Le cumul annuel moyen de précipitations est de 1 220 mm, avec 13,5 jours de précipitations en janvier et 8,2 jours en juillet. Pour la période 1991-2020, la température moyenne annuelle observée sur la station météorologique la plus proche, située sur la commune d'Eymoutiers à 10 km à vol d'oiseau, est de 11,4 °C et le cumul annuel moyen de précipitations est de 1 170,3 mm,. Pour l'avenir, les paramètres climatiques de la commune estimés pour 2050 selon différents scénarios d’émission de gaz à effet de serre sont consultables sur un site dédié publié par Météo-France en novembre 2022.

## Urbanisme

### Typologie
Au 1er janvier 2024, Neuvic-Entier est catégorisée commune rurale à habitat très dispersé, selon la nouvelle grille communale de densité à sept niveaux définie par l'Insee en 2022.
Elle est située hors unité urbaine. Par ailleurs la commune fait partie de l'aire d'attraction de Limoges, dont elle est une commune de la couronne,. Cette aire, qui regroupe 127 communes, est catégorisée dans les aires de 200 000 à moins de 700 000 habitants,.

### Occupation des sols
L'occupation des sols de la commune, telle qu'elle ressort de la base de données européenne d’occupation biophysique des sols Corine Land Cover (CLC), est marquée par l'importance des territoires agricoles (67,8 % en 2018), une proportion sensiblement équivalente à celle de 1990 (68,4 %). La répartition détaillée en 2018 est la suivante : 
prairies (49,9 %), forêts (30,5 %), zones agricoles hétérogènes (17,9 %), zones urbanisées (1,7 %). L'évolution de l’occupation des sols de la commune et de ses infrastructures peut être observée sur les différentes représentations cartographiques du territoire : la carte de Cassini (XVIIIe siècle), la carte d'état-major (1820-1866) et les cartes ou photos aériennes de l'IGN pour la période actuelle (1950 à aujourd'hui).

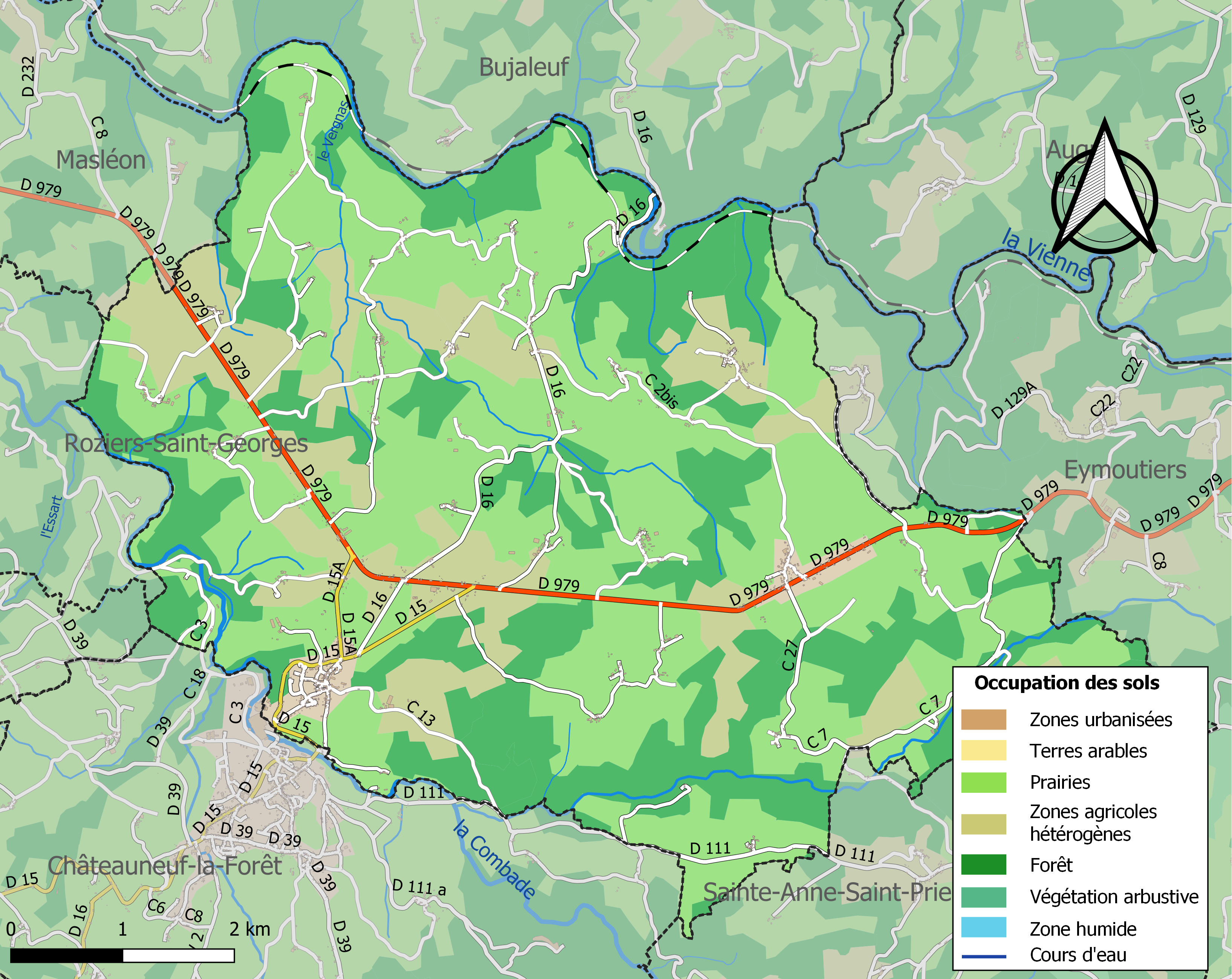
Carte des infrastructures et de l'occupation des sols de la commune en 2018 (CLC).

### Lieux-dits, hameaux et écarts
La commune est composée du bourg et de villages alentour tels que La Veytisou, la Pierre de Neuvic et la Croix Lattée.

### Voies de communication et transports
- une ligne SNCF faisant « Limoges - Ussel » avec la gare de Châteauneuf-Bujaleuf qui est à 8 km du bourg et située sur le territoire de la commune, à la Pierre de Neuvic ;
- un service de cars existe aussi en partance de Limoges pour la direction de Gentioux ou bien de Eymoutiers ;
- Neuvic-Entier est traversée par la N 969 qui relie Limoges au lac de Vassivière situé à 20 km en passant par Eymoutiers et Peyrat-le-Château.

### Risques naturels et technologiques
Le territoire de la commune de Neuvic-Entier est vulnérable à différents aléas naturels : météorologiques (tempête, orage, neige, grand froid, canicule ou sécheresse) et séisme (sismicité très faible). Il est également exposé à un risque technologique, la rupture d'un barrage, et à un risque particulier : le risque de radon. Un site publié par le BRGM permet d'évaluer simplement et rapidement les risques d'un bien localisé soit par son adresse soit par le numéro de sa parcelle.

#### Risques naturels

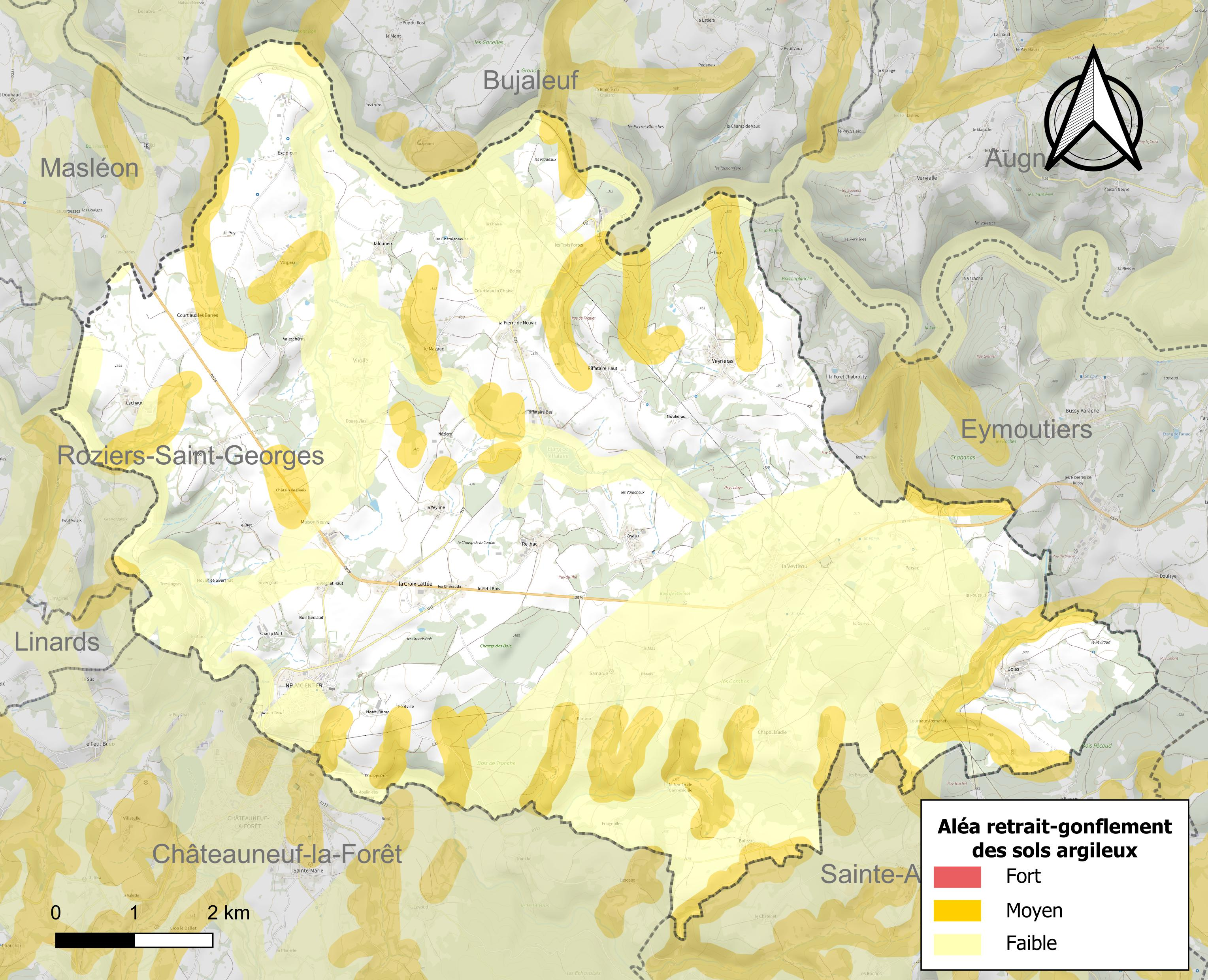
Carte des zones d'aléa retrait-gonflement des sols argileux de Neuvic-Entier.

Le retrait-gonflement des sols argileux est susceptible d'engendrer des dommages importants aux bâtiments en cas d’alternance de périodes de sécheresse et de pluie. 15,7 % de la superficie communale est en aléa moyen ou fort (27 % au niveau départemental et 48,5 % au niveau national métropolitain). Depuis le 1er octobre 2020, en application de la loi ÉLAN, différentes contraintes s'imposent aux vendeurs, maîtres d'ouvrages ou constructeurs de biens situés dans une zone classée en aléa moyen ou fort,.
La commune a été reconnue en état de catastrophe naturelle au titre des dommages causés par les inondations et coulées de boue survenues en 1982 et 1999 et par des mouvements de terrain en 1999.

#### Risque technologique
La commune est en outre située en aval du barrage de Vassivière, un ouvrage de classe A situé dans le département de la Creuse, sur la Maulde. À ce titre elle est susceptible d’être touchée par l’onde de submersion consécutive à la rupture de cet ouvrage.

#### Risque particulier
Dans plusieurs parties du territoire national, le radon, accumulé dans certains logements ou autres locaux, peut constituer une source significative d’exposition de la population aux rayonnements ionisants. Selon la classification de 2018, la commune de Neuvic-Entier est classée en zone 3, à savoir zone à potentiel radon significatif.

## Histoire
L'étymologie est novis vicus, le nouveau village. Le terme apparaît dans un texte de 1147. Mais il existait bien avant puisqu'en 920, il est question d'une vicaria novicense. Vicus désignait un lieu non fortifié, mais possédant cependant une église.
Au XVIIe siècle (1686), il existait trois paroisses : Neuvic-en-Tiers (d'où le terme « entier » d'aujourd'hui) Neufvic-Essidioux, Combas-hors-Neuvic, trois paroisses réunies par la suite.

## Politique et administration
| Période                                  | Période  | Identité        | Étiquette | Qualité |
| ---------------------------------------- | -------- | --------------- | --------- | ------- |
| Les données manquantes sont à compléter. |          |                 |           |         |
| 1965                                     | 1971     | Julien Lafarge  |           |         |
| avant 1988                               | 2011     | Gilbert Ferrand |           |         |
| 2012                                     | En cours | Joël Forestier  | PS        |         |

## Population et société

### Démographie
L'évolution du nombre d'habitants est connue à travers les recensements de la population effectués dans la commune depuis 1793. Pour les communes de moins de 10 000 habitants, une enquête de recensement portant sur toute la population est réalisée tous les cinq ans, les populations de référence des années intermédiaires étant quant à elles estimées par interpolation ou extrapolation. Pour la commune, le premier recensement exhaustif entrant dans le cadre du nouveau dispositif a été réalisé en 2006.

En 2022, la commune comptait 874 habitants, en évolution de −6,52 % par rapport à 2016 (Haute-Vienne : −0,68 %, France hors Mayotte : +2,11 %).
| 1793  | 1800  | 1806  | 1821  | 1831  | 1836  | 1841  | 1846  | 1851  |
| ----- | ----- | ----- | ----- | ----- | ----- | ----- | ----- | ----- |
| 1 469 | 1 565 | 1 427 | 1 716 | 1 929 | 1 767 | 1 790 | 1 993 | 1 982 |

| 1856  | 1861  | 1866  | 1872  | 1876  | 1881  | 1886  | 1891  | 1896  |
| ----- | ----- | ----- | ----- | ----- | ----- | ----- | ----- | ----- |
| 1 843 | 1 803 | 1 911 | 1 792 | 1 750 | 1 855 | 1 890 | 1 971 | 2 008 |

| 1901  | 1906  | 1911  | 1921  | 1926  | 1931  | 1936  | 1946  | 1954  |
| ----- | ----- | ----- | ----- | ----- | ----- | ----- | ----- | ----- |
| 2 023 | 2 054 | 1 958 | 1 772 | 1 632 | 1 585 | 1 592 | 1 583 | 1 531 |

| 1962  | 1968  | 1975  | 1982  | 1990  | 1999  | 2006 | 2011 | 2016 |
| ----- | ----- | ----- | ----- | ----- | ----- | ---- | ---- | ---- |
| 1 474 | 1 372 | 1 218 | 1 042 | 1 045 | 1 025 | 979  | 926  | 935  |

| 2021 | 2022 | - | - | - | - | - | - | - |
| ---- | ---- | - | - | - | - | - | - | - |
| 890  | 874  | - | - | - | - | - | - | - |

## Économie
Les éditions La Veytizou ont leur siège au lieu-dit du même nom (romans, récits du terroir).

## Culture locale et patrimoine

### Lieux et monuments
- Église Saint-Jean-Baptiste de Neuvic-Entier du XIIIe siècle, classée aux Monuments historiques depuis 1988[31].
- Le château de Neuvic : la famille Limousin fit construire le château actuel en 1890 sur les restes d'un château du XVIe siècle. Au milieu du XXe siècle, il accueillait la maison maternelle départementale. Il accueille aujourd'hui un foyer d'accueil pour adultes handicapés[32],[33].

### Personnalités liées à la commune
- Georges Magnane (René Catinaud), écrivain, traducteur, scénariste, né à Neuvic-Entier

### Blasonnement
|  | Les armoiries de Neuvic-Entier se blasonnent ainsi : D'argent aux trois bandes ondées de gueules. |

## Pour approfondir